# Alice Ferney

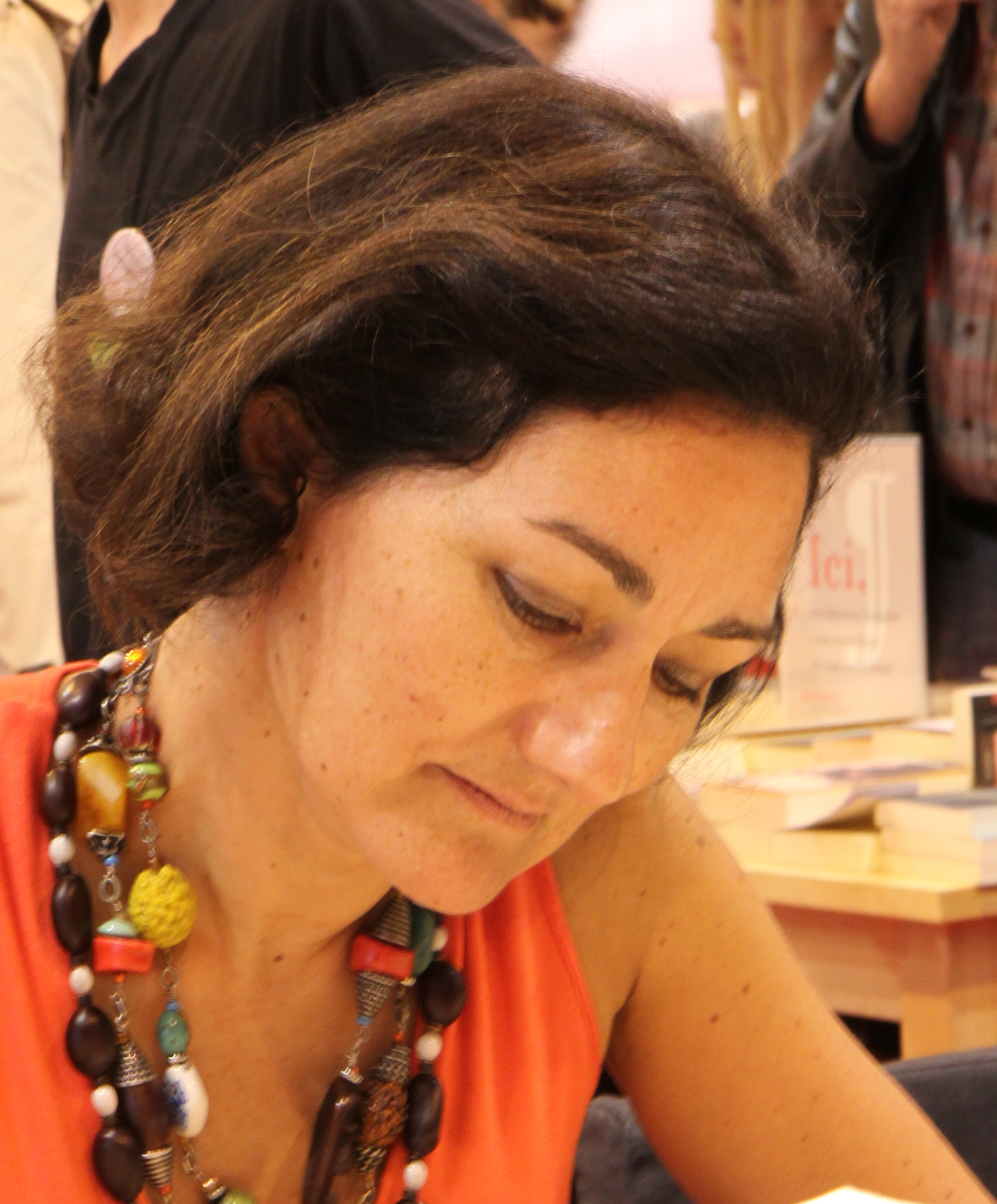
Alice Ferney in Paris (2010)

Alice Ferney (geboren als Cécile Brossollet 21. November 1961 in Paris) ist eine französische Schriftstellerin.

## Leben und Karriere
Cécile Brossollet studierte zwischen 1981 und 1984 an der École supérieure des sciences économiques et commerciales (ESSEC) und wechselte anschließend an die École des Hautes Études en Sciences Sociales (EHESS) um zu promovieren. Nach erfolgreichem Abschluss berief man sie als Maître de conférences an die Universität Orléans. Ihre Arbeits- bzw. Forschungsschwerpunkte bilden dabei Gender Studies (Weiblichkeit, Homosexualität, Mutterschaft). In die kontrovers diskutierte Gleichgeschlechtliche Ehe schaltete sich Ferney ebenfalls ein. Zusammen mit über fünfzig Frauen veröffentlichte sie eine Stellungnahme in Form eines offenen Briefs.

## Ehrungen
- 1997: Prix Culture et Bibliothèques pour tous
- 2004: Prix Claude-Farrère

## Werke (Auswahl)
- Les autres. Roman. Actes Sud, Arles 2006, ISBN 2-7427-6258-2.
- Cherchez la femme. Roman. Actes Sud, Arles 2013, ISBN 978-2-330-01840-5.
- Dans la guerre. Roman. Actes Sud, Arles 2003, ISBN 2-7427-4439-8.
- Grâce et dénuement. Roman. Actes Sud, Arles 1997, ISBN 2-7427-2882-1.
- L'élegance des veuves. 1995
  - Eine Kette schöner Frauen. Roman. Übersetzung Yla M. von Dach. Rowohlt, Reinbek 1997, ISBN 3-499-13965-0.
- La conversation amoureuse. 2000
  - Liebende. Roman. Übersetzung Claudia Steinitz. Dumont, Köln 2001, ISBN 3-7701-5633-1.
- Paradis conjugal. Roman. Albin Michel, Paris 2008, ISBN 978-2-226-18841-0.
- Passé sous silence. Roman. Actes Sud, Arles 2010, ISBN 978-2-7427-9212-2.
- Le ventre de la fée. Roam. Actes Sud, Arles 1993, ISBN 2-7427-0044-7.